# Gillaumé
Gillaumé é uma comuna francesa na região administrativa de Grande Leste, no departamento de Haute-Marne. Estende-se por uma área de 5,21 km². Em 2010 a comuna tinha 36 habitantes (densidade: 6,9 hab./km²).